# Catasetum apolloi
Catasetum apolloi là một loài thực vật có hoa trong họ Lan. Loài này được Benelli & Grade mô tả khoa học đầu tiên năm 2008.